# Samuli Pohjamo
Samuli Pohjamo (ur. 4 kwietnia 1950 w Oulu) – fiński polityk, dziennikarz i samorządowiec; były eurodeputowany.

## Życiorys
W 1972 ukończył studia licencjackie z zakresu nauk politycznych na Uniwersytecie Turku. Zamieszkał w Haukipudas, gdzie był radnym od 1982 do 1996. Pracował w rolnictwie i jako dziennikarz, w latach 90. zajmował stanowisko redaktora naczelnego "Suomenmaa", pisma Partii Centrum.
W 1996 z ramienia centrystów bez powodzenia kandydował do Parlamentu Europejskiego. Mandat objął w 1999 na trzy miesiące przed końcem kadencji po złożeniu go przez Sirkka-Liisę Anttilę i rezygnacji z jego przyjęcia ze strony Olliego Rehna. W kolejnych wyborach w tym samym roku uzyskał reelekcję. W IV i V kadencji zasiadał w grupie Europejskich Liberałów, Demokratów i Reformatorów. W 2004 nie został ponownie wybrany, trzy lata później zastąpił jednak powołanego w skład rządu Paava Väyrynena. W VI kadencji reprezentował frakcję Porozumienia Liberałów i Demokratów na rzecz Europy (VI kadencja). Nie ubiegał się o reelekcję.